# Wyżyna Zachodnioaustralijska
Wyżyna Zachodnioaustralijska – wyżyna zajmująca zachodnią i środkową część kontynentu co stanowi 2/3 powierzchni Australii.
Egzonim „Wyżyna Zachodnioaustralijska” został usunięty przez KSNG na VII posiedzeniu w 2002 roku, a następnie ponownie wprowadzony na LVI posiedzeniu w 2010 roku.
Pod względem geologicznym została ukształtowana na początku ery paleozoicznej. Płaski (300–600 m n.p.m.), równinno-stepowy krajobraz urozmaicony pustyniami (Wielka Pustynia Piaszczysta, Mała Pustynia Piaszczysta, Wielka Pustynia Wiktorii, Pustynia Gibsona oraz Pustynia Tanami) i słonymi jeziorami. Dwie pierwsze pustynie mają charakter piaszczysty, a trzecia jest kamienno-żwirowa. Występują wyspowe pasma górskie (Macdonnella, Musgrave, Hamersley) oraz liczne suche doliny i wąwozy. Na wyżynie wyrastają skaliste ostańce, a wśród nich znajduje się największy na świecie monolit skalny Mount Augustus.